# Anne McCabe
Anne McCabe (* 20. Jahrhundert) ist eine US-amerikanische Filmeditorin.

## Leben
Anne McCabe studierte zunächst Englisch an der Columbia University, New York City, und war ab Ende der 1980er Jahre als Schnitt-Assistentin und in der Postproduktion tätig. Seit 1993 ist sie freischaffende Filmeditorin für Film und Fernsehen. Für die Folge Eine Welt bricht zusammen der Serie Nurse Jackie wurde sie 2011 für den „Eddie“ (Kategorie: halbstündige TV-Serie) der American Cinema Editors nominiert und für die Pilotfolge der der Serie The Newsroom (Kategorie: einstündige nicht-kommerzielle TV-Serie) 2013 ausgezeichnet.
Ihr Schaffen umfasst rund drei Dutzend Produktionen.

## Filmografie (Auswahl)
- 1996: Seitensprung in Manhattan (The Daytrippers)
- 1996: Ich bin nicht Rappaport (I’m not Rappaport)
- 2000: You Can Count on Me
- 2004: Maria voll der Gnade (Maria Full of Grace)
- 2009: Adventureland
- 2009: (K)ein bisschen schwanger (Labor Pains)
- 2010–2011: Nurse Jackie (Fernsehserie, 12 Folgen)
- 2011: The Ledge – Am Abgrund (The Ledge)
- 2011: Margaret
- 2012: Thanks for Sharing – Süchtig nach Sex (Thanks for Sharing)
- 2012: The Newsroom (Fernsehserie, Pilotfolge)
- 2014: Top Five
- 2016: Dirty Grandpa
- 2018: Can You Ever Forgive Me?
- 2019: Der wunderbare Mr. Rogers (A Beautiful Day in the Neighborhood)
- 2021: Abseits des Lebens (Land)
- 2021: Dear Evan Hansen
- 2024: Nightbitch
- 2025: Nonnas

## Auszeichnungen
Independent Spirit Award
- 2025: Nominierung für den Besten Filmschnitt (Nightbitch)[1]